# Apozomus daitoensis
Apozomus daitoensis är en spindeldjursart som först beskrevs av Matsuei Shimojana 1981.  Apozomus daitoensis ingår i släktet Apozomus och familjen Hubbardiidae. Inga underarter finns listade i Catalogue of Life.